# Thorild Knutson

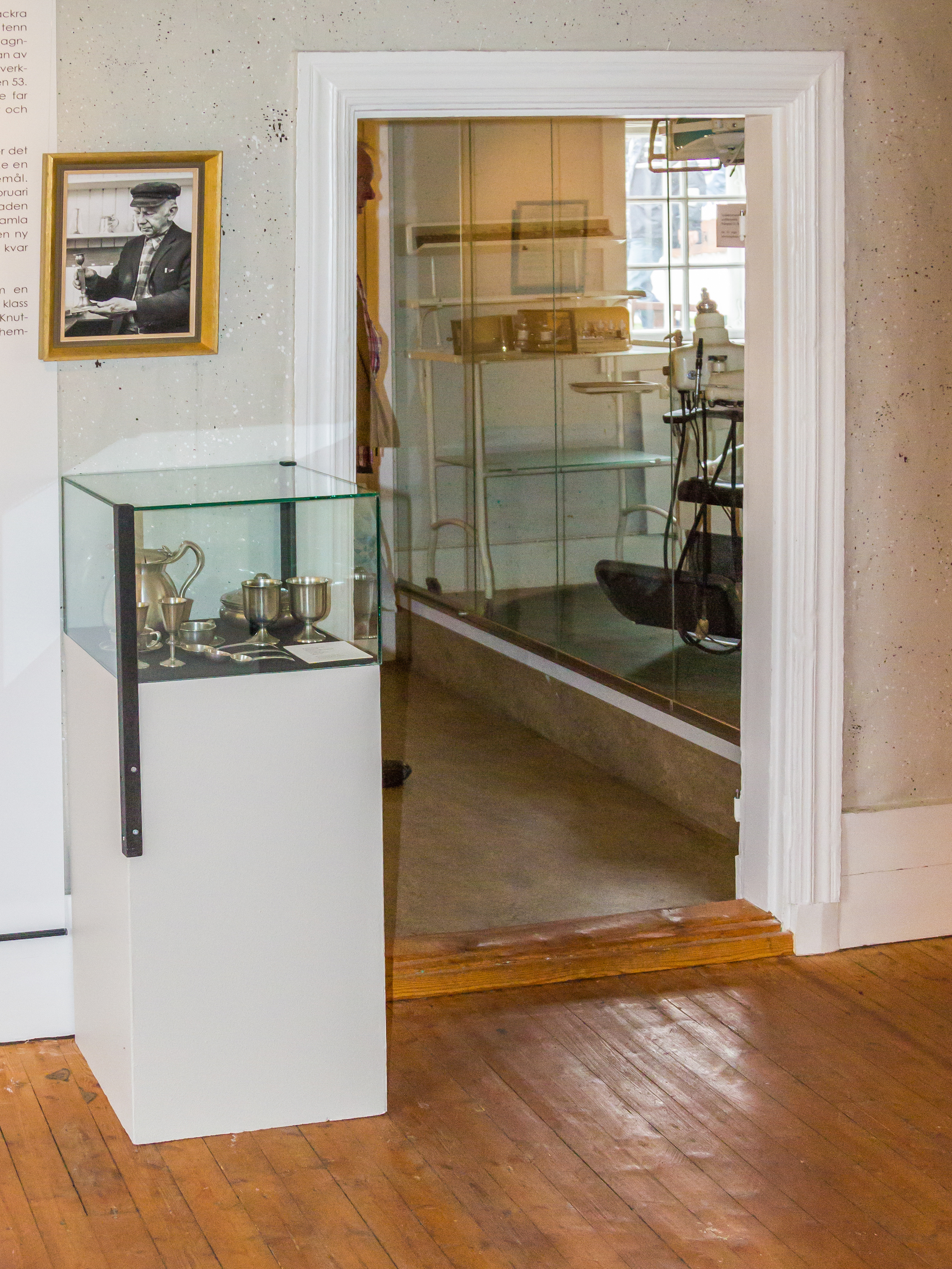
Grenna museum med monter med föremål från Gränna Tenn. Ovanför montern hänger ett porträttfoto av Thorild Knutson.

Karl Thorild Knutson, född 13 mars 1896 i Gränna, död 1985 i Gränna, var en svensk formgivare och konstsmidesmästare.
Thorild Knutson hade ateljé och verkstad i Gränna och är känd för sina föremål i tenn, som salufördes under namnet "Gränna Tenn".
Han har tillsammans med sin syster Greta med bandspelarinspelningar dokumenterat Gränna i början av 1900-talet. Dessa har redigerats av Stig Norstedt och Brita Hallén och utgivits 2011 under titeln Gretas Gränna av GML förlag (ISBN 9789186215712).
Thorild Knutson är representerad på Grenna museum – Polarcentrum.